# جينا أثينز
جينا أثينز (بالإنجليزية: Gina Athans)‏ هي متسابقة ملكة الجمال وعارضة جنوب أفريقية، ولدت في 7 يونيو 1984 في جوهانسبرغ في جنوب أفريقيا.